# Фильтрование
Фильтрова́ние (от лат. filtrum — войлок, англ. filtration, фр. filtration) — процесс разделения неоднородных (дисперсных) систем (например, суспензия, аэрозоль) при помощи пористых перегородок, пропускающих дисперсионную среду и задерживающих дисперсную твёрдую фазу.

## Типы фильтров
- Малые
- Большие

## Техника фильтрования
Фильтрование жидкостей в лаборатории проводят с помощью воронок, в которые вкладывается специальная фильтровальная бумага.
Фильтрование осуществляется либо в режиме постоянной разности давлений (например, в вакуум-фильтррах), либо в режиме постоянной скорости (например, в рамных фильтр-прессах). Значительно ускорить фильтрование в лаборатории помогает наращивание носика воронок (воронка Бюхнера, или фильтр Шотта с пористой стеклянной фильтрующей пластиной-перегородкой) тонким, инертным к фильтрату шлангом, вертикально опускающимся на нижние этажи, или в колодец, по возможности более длинным (вплоть до 10 метров(иногда более), при которых (10 м глубины), например водяной столб, стекающего вниз по шлангу из воронки фильтрата(допустим вода), создает разрежение около 1 атм, то есть вакуум, даже 1,5 м длины(от воронки вниз до пола) ПВХ шланг 4 мм диаметра подсоединенный к воронке Шотта ускорял фильтрование осадка в 5 раз за счет разрежения отвесного 1,5 м жидкостного столба фильтрата, создающего разрежение около 0,1 атм, и уменьшению влияния высоты слоя жидкости оставшегося исходно в воронке над мембраной, в простейшем случае уменьшающего скорость фильтрации при малой высоте столба фильтруемой жидкости.
Все современные способы отделения взвеси от жидкости можно разделить упрощённо на две группы: механические фильтры, являющиеся пористой или перфорированной перегородкой той или иной конструкции, и очистители с использованием силовых полей (гравитационные, центробежные, магнитные, электростатические). Недостатком первых является малая ёмкость для осадка, увеличение перепада давления на перегородке по мере забивания отверстий или пор в перегородке, наличие байпасного клапана, перепускающего без очистки часть жидкости из линии загрязнённой жидкости в линию очищенной жидкости, ограничения по степени загрязнённости, подаваемой на очистку жидкостей, большие габаритные размеры, увеличивающиеся по мере увеличения пропускной способности или тонкости очистки, и др. Всё это приводит к необходимости периодической замены или регенерации фильтрующего элемента, встройки сигнальных устройств и т. п. Следует отметить, что запылённость окружающей среды зачастую настолько велика, что простая замена фильтроэлементов в гидросистемах вносит загрязнений больше, чем изнашивание за всё время эксплуатации.
Очистка в силовых полях при достаточно большой ёмкости осадка имеет свои недостатки. К ним относятся: для гравитационной очистки (осаждения) — большое время на очистку, большие площади очистительных ванн, малая производительность, зависимость от плотности частиц, температурных и других условий; для центрифуг — сложность конструкции, невозможность встройки непосредственно в технологический цикл, необходимость периодической разборки для очистки с последующей балансировкой, огромные энергетические затраты на очистку и др.; для магнитной очистки — отбор в основном ферромагнитных частиц, необходимость в малой скорости обтекания (до 0,01 м/с), тонкость слоя жидкости, в котором магнитное воздействие эффективно, невозможность удерживания на магните большой массы уловленных частиц, зависимость от температуры, ударов (для постоянных магнитов) и др.; для электростатической очистки — возможность работы только в токонепроводящих жидкостях, низкая производительность.
Выходом из этого положения в области очистки различных жидкостей явился принцип гидродинамической очистки. В её основе лежит создание возле каждой ячейки фильтроэлемента потоков, которые позволяют проникнуть через отверстие только частицам, размер которых заведомо (в 3—10 раз) меньше размера отверстия. Более крупные частицы сбрасываются из фильтра или накапливаются в бункере. Реализуется основной принцип: задача фильтра не в том, чтобы задержать на поверхности фильтрующего элемента недопустимо крупные частицы, а в обеспечении чистоты жидкости, прошедшей через фильтр. Благодаря такому принципиальному решению фильтрующий элемент не засоряется и не требует технического обслуживания в течение длительного времени работы, не нуждается в сменных элементах либо периодической регенерации, имеет меньший и постоянный перепад давления, большую пропускную способность.
В технике фильтрование через перегородки осуществляют в специальных аппаратах — фильтрах, снабжённых пористыми фильтровальными перегородками, которые пропускают жидкость или газ, но задерживают твёрдую фазу (например, рукавные фильтры).

## Основные понятия
- Качество разделения суспензии определяется пористостью фильтрующего материала и дисперсионной характеристикой взвеси.

## Фильтрующие материалы
Разделение суспензий или аэрозолей производят с помощью пористых перегородок, пропускающих жидкость или газ.
В качестве фильтрующего материала в лабораториях применяют специальные лабораторные фильтры из фильтровальной бумаги. В промышленности используют фильтровальные ткани (напр. бельтинг), пористые вещества (например, фильтры из прессованного титана, асбеста, пористого стекла, полимеров и др.).